# El hijo de El Ahuizote

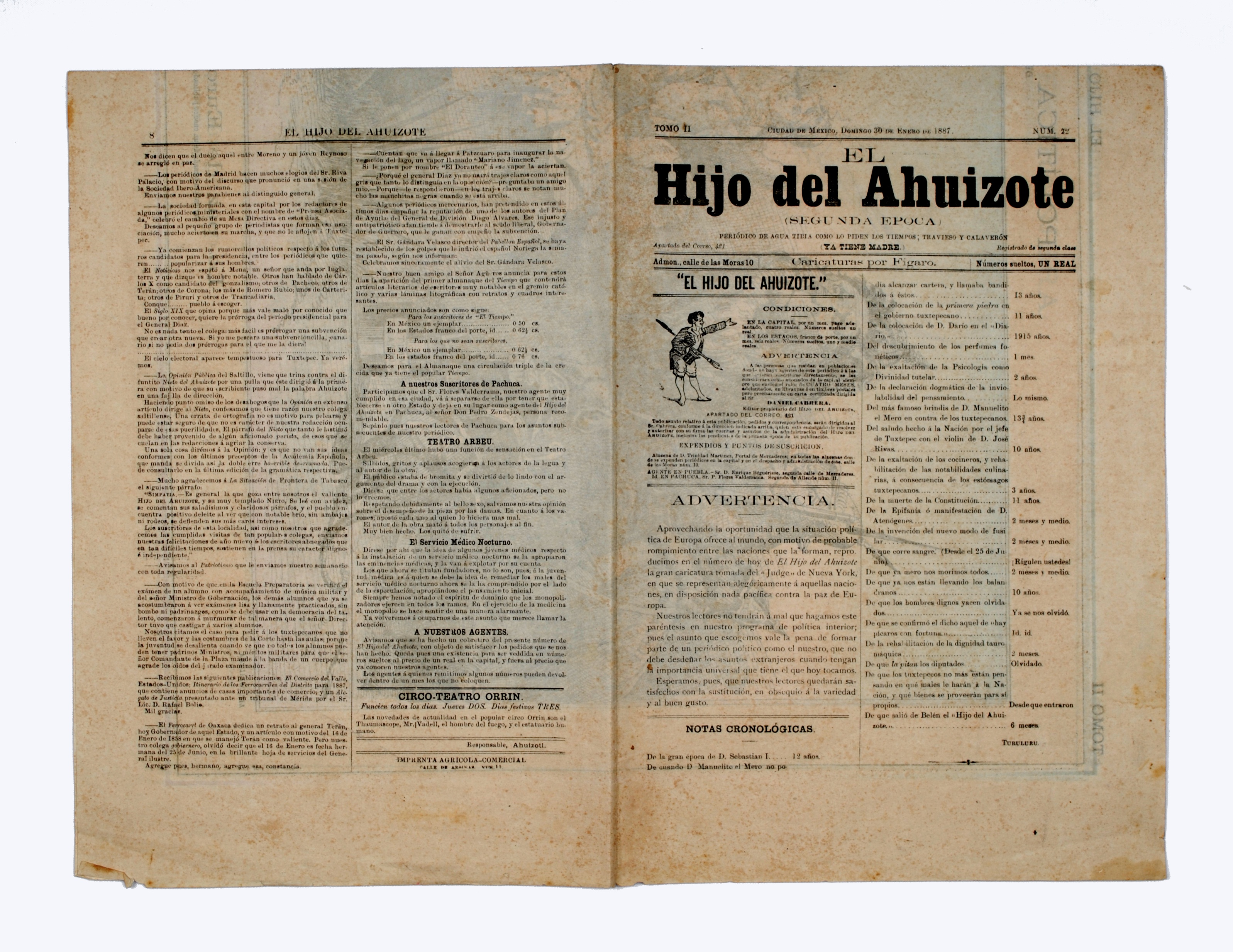
O jornal em 1887.

El hijo de El Ahuizote (em português O filho da Calamidade) foi um periódico libertário e satírico mexicano fundado por Daniel Cabrera e Manuel Pérez Bibbins junto com Juan Sarabia. Em Julho de 1902 Ricardo e Enrique Flores Magón assumiram sua direção e publicação. Sua principal meta foi denunciar através de ironias os absurdos da ditadura de Porfírio Diaz. O jornal teve como principal cartunista José Guadalupe Posada.
Em 5 de Fevereiro de 1903 foi colocada na fachada do prédio de escritórios deste períodico uma grande faixa preta em sinal de luto com a frase "A Constituição está morta" em referência à Constituição de 1857 que havia sido promulgada naquele mesmo dia. Tanto Ricardo Flores Magón como seu irmão Enrique passam a ser perseguidos por assassinos contratados por políticos para matá-los.